# Karusasaurus jordani
Karusasaurus jordani là một loài thằn lằn trong họ Cordylidae. Loài này được Parker mô tả khoa học đầu tiên năm 1936.